# Robert Leroux
Robert Leroux (Casablanca, 1967. augusztus 22. –) világbajnok, olimpiai bronzérmes francia párbajtőrvívó.